# Vartorptjärnen
Vartorptjärnen är en sjö i Forshaga kommun i Värmland och ingår i Göta älvs huvudavrinningsområde. Sjön har en area på 0,161 kvadratkilometer och ligger 51,2 meter över havet.

## Delavrinningsområde
Vartorptjärnen ingår i det delavrinningsområde (661101-137237) som SMHI kallar för Mynnar i Göta älvs vattendragsyta. Medelhöjden är 78 meter över havet och ytan är 4,01 kvadratkilometer. Räknas de 10 avrinningsområdena uppströms in blir den ackumulerade arean 292,9 kvadratkilometer. Tjärnsälven (Näsälven) som avvattnar avrinningsområdet har biflödesordning 2, vilket innebär att vattnet flödar genom totalt 2 vattendrag innan det når havet efter 271 kilometer. Avrinningsområdet består mestadels av skog (66 procent) och öppen mark (11 procent). Avrinningsområdet har 0,34 kvadratkilometer vattenytor vilket ger det en sjöprocent på 8,4 procent.